# Psychoda sibilica
Psychoda sibilica és una espècie d'insecte dípter pertanyent a la família dels psicòdids.

## Descripció
- La femella fa 1,30 mm de llargària a les antenes (1,23-1,34 en el cas del mascle), mentre que les ales li mesuren 1,85-2,07 de longitud (1,75-1,87 en el mascle) i 0,82-0,92 d'amplada (0,77-0,80 en el mascle).
- Les antenes presenten 15 segments.
- Els seus ulls contigus indiquen una relació estreta amb Psychoda adumbrata.[2]

## Distribució geogràfica
Es troba a Papua Nova Guinea.